# Philadelphia Warriors 1952-1953
La stagione 1952-53 dei Philadelphia Warriors fu la 7ª nella NBA per la franchigia.
I Philadelphia Warriors arrivarono quinti nella Eastern Division con un record di 12-57, non qualificandosi per i play-off.

## Risultati
| Squadra               | V  | P  | %    | GB   |
| --------------------- | -- | -- | ---- | ---- |
| New York Knicks       | 47 | 23 | 67,1 | -    |
| Syracuse Nationals    | 47 | 24 | 66,2 | 0,5  |
| Boston Celtics        | 46 | 25 | 64,8 | 1,5  |
| Baltimore Bullets     | 16 | 54 | 22,9 | 31   |
| Philadelphia Warriors | 12 | 57 | 17,4 | 34,5 |

## Roster
| N°    | Naz.                   | Ruolo | Sportivo        | Anno | Alt. | Peso \|\| |
| ----- | ---------------------- | ----- | --------------- | ---- | ---- | --------- |
|       | Stati Uniti (bandiera) | G     | Jack McCloskey  | 1925 | 188  | 86        |
| 4     | Stati Uniti (bandiera) | GA    | Jerry Fleishman | 1922 | 188  | 86        |
| 4     | Stati Uniti (bandiera) | G     | Moe Radovich    | 1929 | 183  | 73        |
| 5     | Stati Uniti (bandiera) | G     | Nelson Bobb     | 1924 | 183  | 75        |
| 6     | Stati Uniti (bandiera) | C     | Neil Johnston   | 1929 | 203  | 95        |
| 7     | Stati Uniti (bandiera) | A     | Jim Mooney      | 1930 | 196  | 98        |
| 7     | Stati Uniti (bandiera) | GA    | Andy Phillip    | 1922 | 188  | 88        |
| 8     | Stati Uniti (bandiera) | G     | George Senesky  | 1922 | 188  | 81        |
| 9     | Stati Uniti (bandiera) | AC    | Don Lofgran     | 1928 | 196  | 91        |
| 10    | Stati Uniti (bandiera) | AC    | Joe Fulks       | 1921 | 196  | 86        |
| 12-14 | Stati Uniti (bandiera) | G     | Danny Finn      | 1928 | 185  | 84        |
| 12    | Stati Uniti (bandiera) | AC    | Mark Workman    | 1930 | 206  | 98        |
| 14    | Stati Uniti (bandiera) | GA    | Frank Kudelka   | 1925 | 188  | 98        |
| 14    | Stati Uniti (bandiera) | G     | Claude Overton  | 1927 | 188  | 88        |
| 15    | Stati Uniti (bandiera) | AC    | Ed Mikan        | 1925 | 203  | 104       |
| 15    | Stati Uniti (bandiera) | AC    | Ralph Polson    | 1929 | 201  | 91        |
| 16    | Stati Uniti (bandiera) | A     | Bill Mlkvy      | 1931 | 193  | 86        |

## Staff tecnico
- Allenatore: Eddie Gottlieb